# Leggi eversive della feudalità
Le leggi eversive della feudalità, dette anche «di eversione della feudalità», sono state dei provvedimenti legislativi, attuati tra il 1806 e il 1808, con i quali Giuseppe Bonaparte, re di Napoli e fratello di Napoleone, abolì la feudalità nel Regno di Napoli durante il cosiddetto Decennio francese. Estensore delle leggi fu il Ministro della Giustizia dell'epoca, il marchese Michelangelo Cianciulli.

## Storia
In Italia il Regno di Napoli ebbe un fiorire delle istituzioni feudali propriamente dette molto più tardi rispetto all'Italia settentrionale, ma, forse proprio per questo, quegli istituti continuarono a sussistere per molti più secoli. Rientrato il predetto regno sotto l'influenza francese e posto sotto il regno di Giuseppe, il nuovo re, con un atto di rottura delle tradizioni locali, volle abolire l'ultimo retaggio della feudalità nell'Europa occupata dai francesi, anche se ormai la spinta rivoluzionaria giacobina era da tempo attenuata.
Un primo atto di cesura rispetto alle istituzioni d'ancien régime, la legge n. 130 del 2 agosto 1806, il cui primo articolo recitava:
 Tale provvedimento rispondeva ad una effettiva esigenza di rinnovamento delle antiche strutture sociopolitiche, anche per il mutato clima, benché non tutte le innovazioni si rivelarono completamente positive, come ad esempio nel caso delle difese, recinzioni di terreni simili alle chiudende.

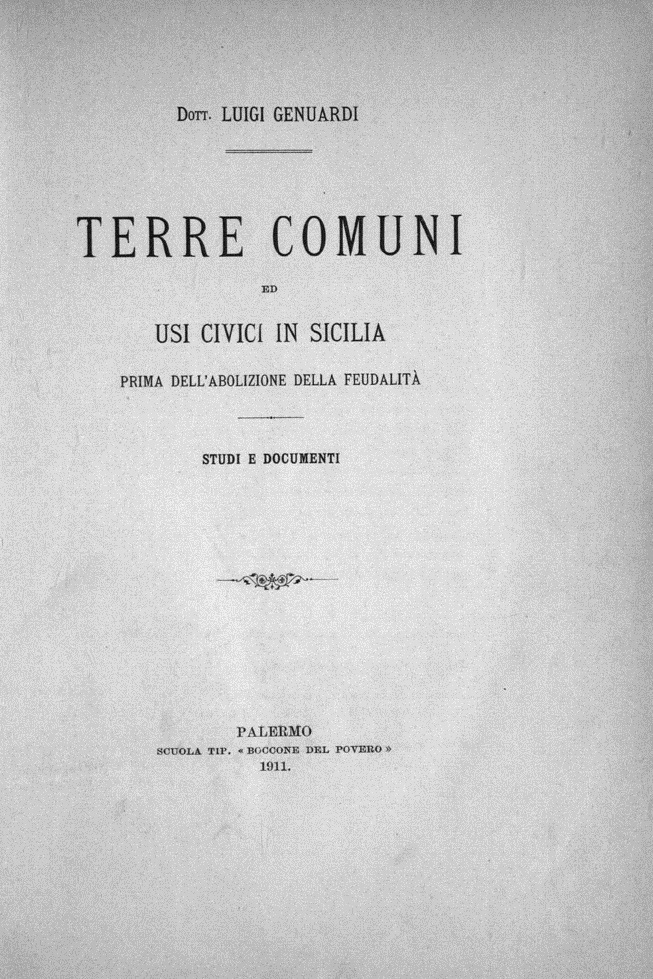
Luigi Genuardi, Terre comuni ed usi civici in Sicilia prima dell'abolizione della feudalità, 1911

Fu innanzi tutto necessaria la ricognizione dei beni demaniali, molti dei quali erano stati usurpati nel corso dei secoli. Altro grande problema era che sui beni feudali coesistevano antichi diritti delle popolazioni locali, in base al principio ubi feuda, ibi demania e che portarono al riconoscimento degli usi civici. La serie dei provvedimenti proseguì con la promulgazione della legge 1º settembre 1806, e del Real Decreto del 3 dicembre 1808, che affidava agli Intendenti di ciascuna provincia il compito di determinare i diritti residui degli antichi baroni. Fu istituita anche una magistratura speciale, la Commissione Feudale, per dirimere l'enorme contenzioso tra i baroni e le università (nome degli antichi comuni). Tali leggi, considerate di elevata modernità, furono riprese dal legislatore italiano oltre un secolo dopo e poste alla base della vigente legge n. 1766/27 per regolare la liquidazione degli usi civici.